# Kratušín
Kratušín település Csehországban, a Prachaticei járásban. Kratušín Zábrdí, Buk, Drslavice és Záblatí településekkel határos. Lakosainak száma 45 fő (2024. január 1.).

## Népesség
A település lakosságának változását az alábbi diagram mutatja:
| Lakosok száma | 307  | 302  | 258  | 148  | 75   | 52   | 44   | 49   | 45   | 45   |
|               | 1869 | 1890 | 1921 | 1950 | 1980 | 2001 | 2017 | 2019 | 2022 | 2024 |